# Allocosa tenebrosa
Allocosa tenebrosa är en spindelart som först beskrevs av Tamerlan Thorell 1897. Allocosa tenebrosa ingår i släktet Allocosa och familjen vargspindlar.
Artens utbredningsområde är Myanmar. Inga underarter finns listade i Catalogue of Life.